# Plesiothoa dorbignyana
Plesiothoa dorbignyana är en mossdjursart som först beskrevs av Domenico Viviani 1977.  Plesiothoa dorbignyana ingår i släktet Plesiothoa och familjen Hippothoidae. Inga underarter finns listade i Catalogue of Life.